# Bartosz Piszczorowicz
Bartosz Piszczorowicz, född 23 oktober 1999, är en polsk simmare.

## Karriär
Vid EM 2024 i Belgrad var Piszczorowicz en del av Polens lag som tog silver på 4×200 meter mixed frisim. Han erhöll även silver på både 4×100 meter frisim och 4×100 meter mixed frisim efter att ha simmat försöksheaten där Polen sedermera tog medaljer.